# 馬爾多納多
馬爾多納多（西班牙語：Maldonado）是烏拉圭的城市，也是馬爾多納多省的首府，距離首都蒙特維多134公里，始建於1754年，海拔高度24米，2004年人口54,603，是全國第二大城市。

## 外部連結
- 维基共享资源上的相關多媒體資源：馬爾多納多
- 英語维基导游上的相关旅游指南：Maldonado

- Many pictures of Maldonado, Punta del Este, Punta Ballena, Casapueblo, José Ignacio, Piriápolis, La Barra, Sierra De Las Animas
- The Maldonado Portal （页面存档备份，存于）
- INE map of Maldonado （页面存档备份，存于）
- Map of the city of Maldonado by the Intendencia （页面存档备份，存于）